# Smolniki Polskie
Smolniki Polskie – część wsi Smolniki w Polsce, położona w województwie wielkopolskim, w powiecie konińskim, w gminie Ślesin.
W latach 1975–1998 Smolniki Polskie administracyjnie należały do województwa konińskiego.